# チェスキー・チェシーン
チェスキー・チェシーン （チェコ語: Český Těšín [ˈtʃɛskiː ˈcɛʃiːn] ( 音声ファイル)、ポーランド語: Czeski Cieszyn [ˈt͡ʂɛskʲi ˈt͡ɕɛʂɨn] ( 音声ファイル)、ドイツ語: Tschechisch-Teschen）は、チェコ、モラヴィア・スレスコ州の都市。

## 地理
カルパチア山脈の西部にあたる、ベスキディ山脈の北麓にある。オルシェ川（オーデル川支流）の左岸にあり、川を挟んで、対岸のポーランド・チェシンと双子都市の様相を見せる。
チェコの端であるが非常に交通の便がよく、オストラヴァやフリーデク＝ミーステクとの間を高速道や鉄道路線が通る。スロバキアへ向かうE75道路が通る。

## 歴史
かつては、エスターライヒッシュ＝シュレージエン（de、オーストリア領シレジア）のテシェン公居住地であった。オーストリア＝ハンガリー帝国瓦解後の1918年、ポーランドとチェコスロバキアの間でオルザラント（Olsaland、de、オルシェ川流域の総称。旧テシェン公領の東部）が係争地となった。歴史的にオルザラントはポーランド語話者が多いためポーランドが領有を主張したが、当時のチェコスロバキア外相エドヴァルド・ベネシュが、旧エスターライヒッシュ＝シュレージエンは新生チェコスロバキアに所属すると訴えた。外交交渉が行われ、オルシェ川西岸にあったテシェンの一部がチェコスロバキア領となった。ポーランドのテシェンと区別するために、『チェコの』を意味するチェスキーが付け加えられた。ミュンヘン協定が結ばれた2日後の1938年10月2日、ポーランド軍が侵攻し、第二次世界大戦開戦までポーランド領チェシンに併合されていた。1939年にナチス・ドイツがポーランドへ侵攻すると、市名がドイツ語名のテシェンに戻された。
ハプスブルク帝国時代末期、市内住民のうちドイツ語話者が6割強、ポーランド語話者が3割強を占めており、チェコ語話者は6.6%に過ぎなかった。また、9.4%がユダヤ教徒であった。ナチス・ドイツ統治下ではホロコーストによりユダヤ教徒コミュニティは壊滅し、戦後にはドイツ系住民が追放された。21世紀ではチェコ語話者が大多数を占め、ポーランド語話者は約16%である。

## 姉妹都市
- チェシン、ポーランド
- ロジュナヴァ（英語版）、スロバキア